# Si-wor-ae
Si-wor-ae (시월애) è un film del 2000 diretto da Lee Hyun-seung.
Il film è stato inserito nel programma del Far East Film Festival di Udine del 2001.

## Trama
Eun-joo abita in una casa chiamata Il Mare, in riva al mare. Qui lascia una cartolina di Natale nella cassetta della posta, chiedendo al residente successivo di inoltrarla. Sung-hyun, uno studente di architettura, riceve la lettera ma è perplesso poiché lui è il primo residente della casa Il Mare mentre la missiva è datata due anni nel futuro. Dopo un periodo di corrispondenza, Eun-joo e Sung-hyun si rendono conto di vivere a due anni di distanza, Eun-joo nell'anno 1999 e Sung-hyun nell'anno 1997. Dopo alcune prove, scoprono che è la cassetta della posta a consentirgli di comunicare, e che attraverso di essa possono far passare oggetti e creature viventi. Tramite la cassetta della posta, Eun-joo chiede a Sung-hyun di recuperare un registratore che ha perso due anni prima.
Quando il padre di Sung-hyun, un noto architetto col quale il ragazzo ha un rapporto molto difficile, si ammala, lui chiede a Eun-joo di procurarsi un libro su suo padre, cosa che lei fa. Tuttavia, Eun-joo viene ricoverata in ospedale per un piccolo incidente stradale e non riesce a portare il libro a Sung-hyun prima della morte di suo padre. Dopo aver letto il libro, Sung-hyun accetta finalmente l'amore di suo padre per lui e riprende il lavoro di architettura.
Eun-joo e Sung-hyun continuano la loro corrispondenza e decidono di provare a organizzare un appuntamento, partecipando ciascuno nel proprio tempo. Eun-joo "porta" Sung-hyun in un parco divertimenti, dove segue le sue istruzioni su come divertirsi, mentre lui la "porta" in un ristorante, dove lei beve una bottiglia di vino che aveva lasciato due anni prima. Nonostante si divertano in questi appuntamenti da solisti, decidono di provare a incontrarsi di persona su una spiaggia due anni nel futuro di Sung-hyun.
Eun-joo va alla spiaggia, ma Sung-hyun non si presenta; vede una casa in costruzione per l'amante di un architetto sconosciuto. Eun-joo dice a Sung-hyun che non è venuto, e lui è sconcertato perché non pensa che avrebbe dimenticato una data così importante, quindi va a passeggiare alla spiaggia dove avevano deciso di "incontrarsi" ed è commosso dalla bellezza del posto: decide allora di progettare una casa lì per lei.
Sul posto di lavoro Eun-joo incontra il suo ex fidanzato, col quale si sarebbe dovuta sposare e che si era trasferito all'estero per lavoro mentre lei è rimasta in Corea, e ora lui è sposato con un'altra donna. Eun-joo è però ancora innamorata di lui, così chiede a Sung-hyun di impedire al suo ex fidanzato di andarsene due anni prima. Sung-Hyun ha il cuore spezzato poiché la ama, ma dopo una lunga riflessione decide di accettare la sua richiesta.
Dopo aver ricevuto la sentita risposta di Sung-hyun, Eun-joo decide di visitare il dipartimento di architettura e viene accolta da un amico di Sung-Hyun. Eun-joo chiede di lui, ma scopre che Sung-Hyun è morto in un incidente stradale mentre stava andando incontro a un amico due anni prima. La ragazza si rende conto che l'ultima volta che ha incontrato il suo fidanzato prima che si separassero, ha visto un'auto colpire e uccidere un pedone: Sung-hyun era il pedone, e la casa in costruzione sulla spiaggia è stata progettata da lui per lei. Eun-joo si precipita alla cassetta della posta e manda a Sung-hyun una lettera implorandolo di non andare.
La scena finale ritorna all'inizio del film, quando Eun-joo sta per infilare la cartolina di Natale nella cassetta della posta a Il Mare. Una figura le si avvicina con una lettera in mano, quella che aveva inviato a Sung-hyun, il quale iinfatti ha ricevuto il suo avvertimento e non è mai stato investito dall'auto. Finalmente Eun-joo e Sung-hyun si incontrano di persona.

## Remake
Il film è stato oggetto di due remake: uno statunitense nel 2006, La casa sul lago del tempo (The Lake House), e uno indiano nel 2015, Minchagi Nee Baralu.